# Elena González Lolo
Elena González Lolo, coneguda esportivament com Elena Lolo, (Gijón, Astúries, 15 de setembre de 1995) és una portera d'hoquei sobre patins asturiana.
Com la seva germana Sara, es formà al planter del Club Patín Gijón Solimar, amb el qual debutà a la màxima categoria nacional als tretze anys. Amb el club asturià aconseguí gran part dels títols de l'entitat, destacant quatre Copes d'Europa, tres Lligues espanyoles i quatre Copes de la Reina. La temporada 2022-23 fitxà pel Club sportif Noisy-le-Grand de la Lliga francesa. També ha exercit com a àrbitra de la Federació Asturiana de Patinatge.

## Palmarès
Clubs
- 4 Lligues europees d'hoquei sobre patins femenina: 2009, 2010, 2012, 2018
- 3 Lligues espanyoles d'hoquei sobre patins femenina: 2008-09, 2016-17, 2017-18
- 4 Copes espanyoles d'hoquei sobre patins femenina: 2012, 2013, 2016, 2019